# Agathiphaga queenslandensis
Agathiphaga queenslandensis is een vlindersoort uit de familie Agathiphagidae. Hij komt voor in de noordoostelijke kuststreek van Queensland, Australië.

## Waardplanten
De waardplant voor de rups van Agathiphaga queenslandensis is de Agathis robusta